# Arcidiocesi di Manila

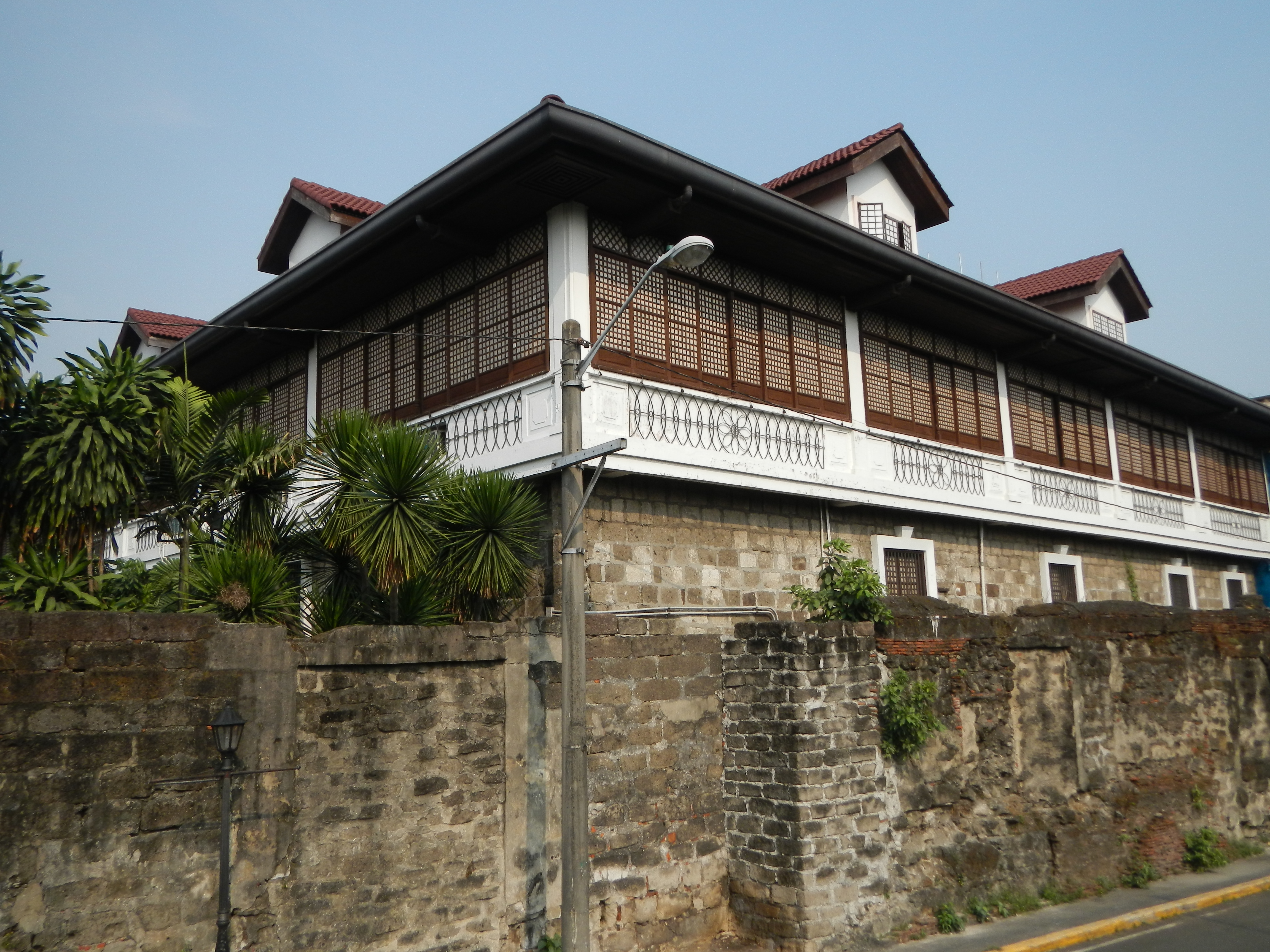
La residenza degli arcivescovi di Manila.

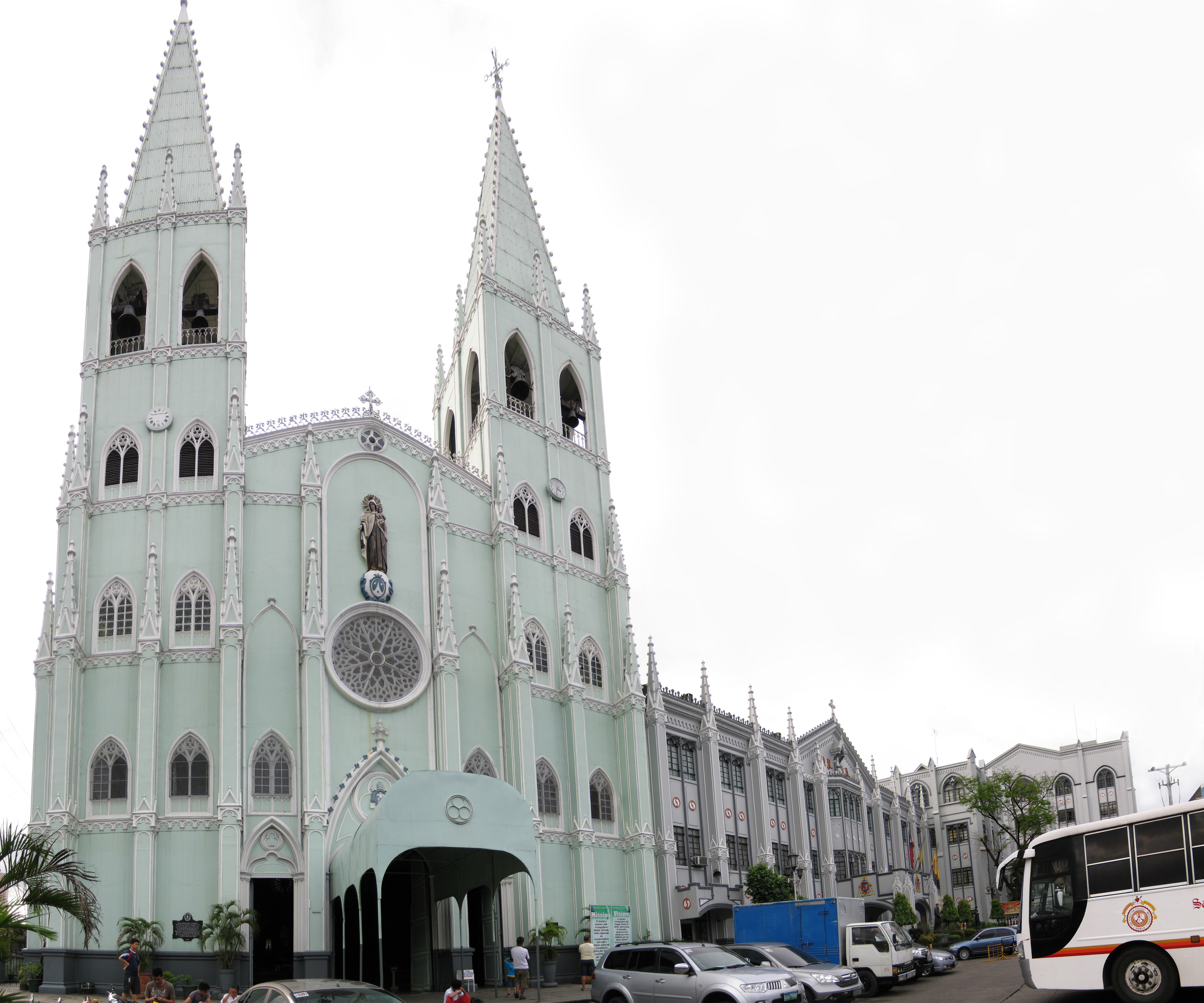
La basilica minore di San Sebastiano di Manila.

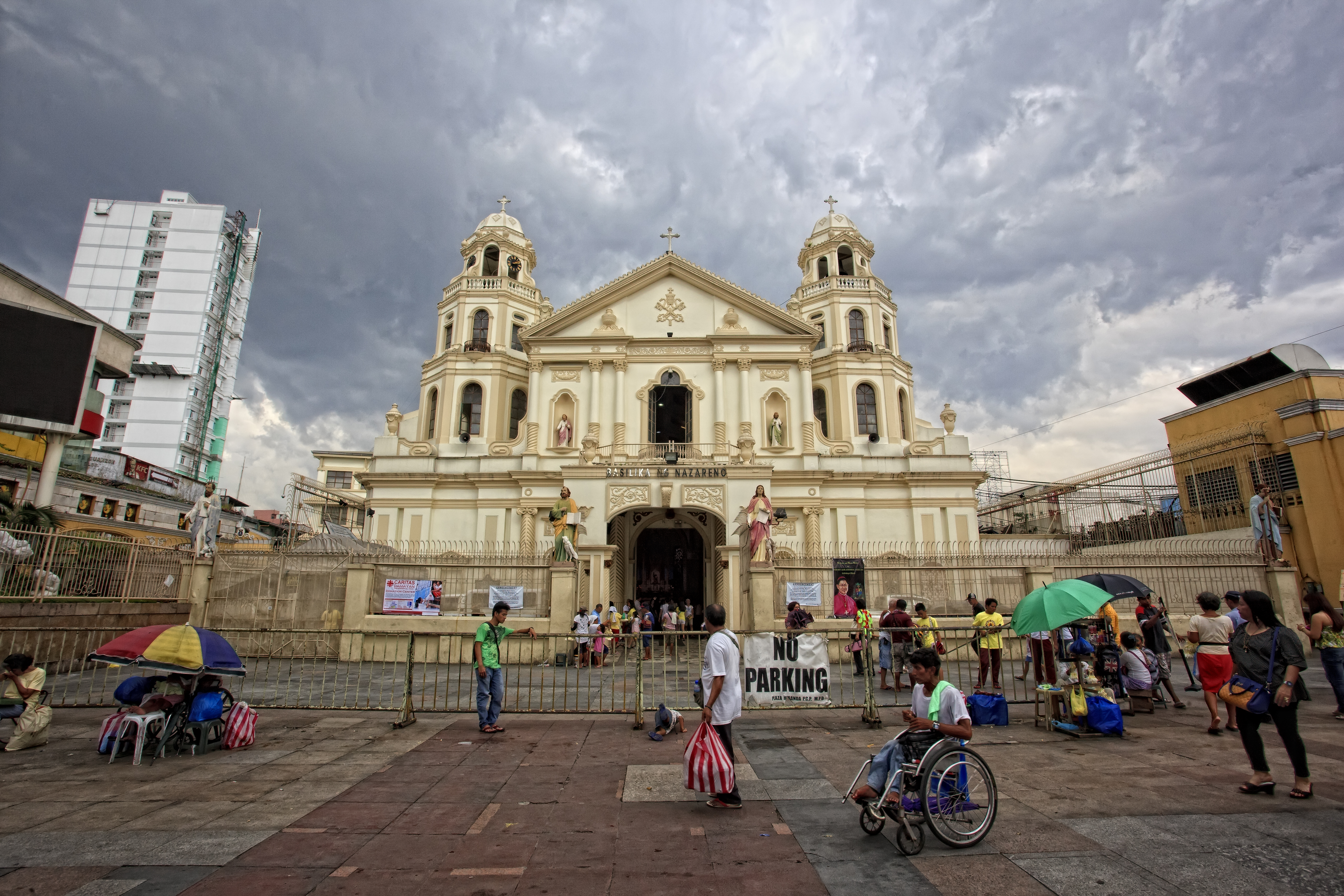
La basilica minore nota come Quiapo Church di Manila.

L'arcidiocesi di Manila (in latino Archidioecesis Manilensis) è una sede metropolitana della Chiesa cattolica nelle Filippine. Nel 2023 contava 2.694.960 battezzati su 3.327.180 abitanti. È retta dall'arcivescovo cardinale Jose Fuerte Advincula.

## Territorio
L'arcidiocesi comprende le città di Manila, San Juan, Mandaluyong, Makati, Pasay e parte di quella di Quezon City nella Regione Capitale Nazionale delle Filippine.
Sede arcivescovile è la città di Manila, dove si trova la cattedrale dell'Immacolata Concezione.
Il territorio è suddiviso in 87 parrocchie.

## Storia
La diocesi di Manila fu eretta il 6 febbraio 1579 con la bolla Illius fulti praesidio di papa Gregorio XIII. Originariamente era suffraganea dell'arcidiocesi di Città del Messico e si estendeva su tutte le Filippine.
Il 14 agosto 1595 ha ceduto porzioni del suo territorio a vantaggio dell'erezione delle diocesi di Cáceres, di Cebu e di Nueva Segovia (oggi tutte arcidiocesi) e contestualmente è stata elevata al rango di arcidiocesi metropolitana.
Successivamente ha ceduto altre porzioni di territorio a vantaggio dell'erezione di nuove diocesi e precisamente:
- la diocesi di Lipa (oggi arcidiocesi) il 10 aprile 1910;
- la diocesi di San Fernando (oggi arcidiocesi) l'11 dicembre 1948;
- le diocesi di Imus e di Malolos il 25 novembre 1961;
- la diocesi di Antipolo il 24 febbraio 1983;
- le diocesi di Novaliches e di Parañaque il 7 dicembre 2002;
- le diocesi di Cubao, di Kalookan e di Pasig il 28 giugno 2003.

## Cronotassi dei vescovi
Si omettono i periodi di sede vacante non superiori ai 2 anni o non storicamente accertati.
- Domingo de Salazar, O.P. † (6 febbraio 1579 - 4 dicembre 1594 deceduto)
- Ignacio Santibáñez, O.F.M.Obs. † (30 agosto 1595 - 14 agosto 1598 deceduto)
  - Sede vacante (1598-1602)
- Miguel de Benavides, O.P. † (7 ottobre 1602 - 26 luglio 1605 deceduto)
  - Sede vacante (1605-1608)
- Diego Vázquez de Mercado † (28 marzo 1608 - 12 giugno 1616 deceduto)
- Miguel García Serrano, O.S.A. † (12 febbraio 1618 - 14 giugno 1629 deceduto)
  - Sede vacante (1629-1634)
- Hernando Guerrero, O.S.A. † (9 gennaio 1634 - 1º luglio 1641 deceduto)
  - Sede vacante (1641-1646)
- Fernando Montero Espinosa † (5 febbraio 1646 - 1648 deceduto)
- Miguel de Poblete Casasola † (21 giugno 1649 - 8 dicembre 1667 deceduto)
  - Sede vacante (1667-1672)
- Juan López † (14 novembre 1672 - 12 febbraio 1674 deceduto)
  - Sede vacante (1674-1680)
- Felipe Fernández de Pardo, O.P. † (8 gennaio 1680 - 31 dicembre 1689 deceduto)
  - Sede vacante (1689-1696)
- Diego Camacho y Ávila † (19 agosto 1696 - 14 gennaio 1704 nominato vescovo di Guadalajara)
- Francisco de la Cuesta, O.S.H. † (1704 - 23 settembre 1723 nominato vescovo di Michoacán)
- Carlos Bermúdez de Castro † (20 novembre 1724 - 13 novembre 1729 deceduto)
  - Sede vacante (1729-1731)
- Juan Ángel Rodríguez, O.SS.T. † (17 dicembre 1731 - 24 giugno 1742 deceduto)
- Pedro José Manuel Martínez de Arizala, O.F.M. † (3 febbraio 1744 - 28 maggio 1755 deceduto)
  - Sede vacante (1755-1757)
- Manuel Antonio Rojo del Río Vera † (19 dicembre 1757 - 30 gennaio 1764 deceduto)
  - Sede vacante (1764-1766)
- Basilio Tomás Sancho Hernando, Sch.P. † (14 aprile 1766 - 17 dicembre 1787 nominato arcivescovo di Granada)
- Juan Antonio Gallego y Orbigo, O.F.M.Disc. † (15 dicembre 1788 - 17 maggio 1797 deceduto)
  - Sede vacante (1797-1804)
- Juan Antonio Zulaibar, O.P. † (26 marzo 1804 - 4 marzo 1824 deceduto)
  - Sede vacante (1824-1826)
- Hilarión Díez, O.S.A. † (3 luglio 1826 - 7 maggio 1829 deceduto)
- José Seguí, O.S.A. † (5 luglio 1830 - 4 luglio 1845 deceduto)
- José Aranguren, O.S.A. † (19 gennaio 1846 - 18 aprile 1861 deceduto)
- Gregorio Melitón Martínez Santa Cruz † (23 dicembre 1861 - 30 settembre 1875 dimesso)
- Pedro Payo y Piñeiro, O.P. † (28 gennaio 1876 - 1º gennaio 1889 deceduto)
- Bernardino Nozaleda y Villa, O.P. † (27 maggio 1889 - 4 febbraio 1902 dimesso[2])
- Jeremiah James Harty † (6 giugno 1903 - 16 maggio 1916 nominato arcivescovo, titolo personale, di Omaha)
- Michael James O'Doherty † (6 settembre 1916 - 13 ottobre 1949 deceduto)
- Gabriel Martelino Reyes † (13 ottobre 1949 succeduto - 10 ottobre 1952 deceduto)
- Rufino Jiao Santos † (10 febbraio 1953 - 3 settembre 1973 deceduto)
- Jaime Lachica Sin † (21 gennaio 1974 - 15 settembre 2003 ritirato)
- Gaudencio Borbon Rosales (15 settembre 2003 - 13 ottobre 2011 ritirato)
- Luis Antonio Tagle (13 ottobre 2011 - 8 dicembre 2019 nominato prefetto della Congregazione per l'evangelizzazione dei popoli)[3]
- Jose Fuerte Advincula, dal 25 marzo 2021

## Statistiche
L'arcidiocesi nel 2023 su una popolazione di 3.327.180 persone contava 2.694.960 battezzati, corrispondenti all'81,0% del totale.
| anno | popolazione | popolazione | popolazione | presbiteri | presbiteri | presbiteri | presbiteri                | diaconi | religiosi | religiosi | parrocchie |
| anno | battezzati  | totale      | %           | numero     | secolari   | regolari   | battezzati per presbitero | diaconi | uomini    | donne     | parrocchie |
| ---- | ----------- | ----------- | ----------- | ---------- | ---------- | ---------- | ------------------------- | ------- | --------- | --------- | ---------- |
| 1950 | 1.749.316   | 2.120.590   | 82,5        | 489        | 157        | 332        | 3.577                     |         | 611       | 1.230     | 117        |
| 1970 | 3.071.878   | 3.596.639   | 85,4        | 1.426      | 162        | 1.264      | 2.154                     |         | 1.516     | 3.315     | 111        |
| 1980 | 5.497.954   | 5.867.613   | 93,7        | 1.218      | 163        | 1.055      | 4.513                     | 1       | 2.144     | 3.149     | 158        |
| 1990 | 6.502.000   | 6.917.000   | 94,0        | 1.119      | 364        | 755        | 5.810                     |         | 2.367     | 2.807     | 201        |
| 1999 | 8.486.273   | 9.349.581   | 90,8        | 1.464      | 547        | 917        | 5.796                     | 91      | 2.522     | 2.556     | 263        |
| 2000 | 8.463.112   | 9.349.581   | 90,5        | 1.364      | 585        | 779        | 6.204                     | 14      | 2.366     | 2.463     | 267        |
| 2001 | 8.699.253   | 9.379.474   | 92,7        | 549        | 803        | 1.352      | 6.434                     | 14      | 1.856     | 2.803     | 270        |
| 2002 | 8.699.253   | 9.379.474   | 92,7        | 1.188      | 528        | 660        | 7.322                     | 7       | 1.675     | 2.156     | 270        |
| 2003 | 2.719.781   | 2.993.000   | 90,9        | ?          | ?          | ?          | ?                         |         | 303       | 710       | 85         |
| 2004 | 2.719.781   | 2.993.000   | 90,9        | 475        | 219        | 256        | 5.725                     | 2       | 369       | 1.730     | 85         |
| 2013 | 3.049.000   | 3.484.000   | 87,5        | 640        | 271        | 369        | 4.764                     | 1       | 529       | 899       | 85         |
| 2016 | 3.212.000   | 3.670.000   | 87,5        | 587        | 245        | 342        | 5.471                     | 2       | 522       | 736       | 85         |
| 2019 | 2.746.900   | 3.395.460   | 80,9        | 654        | 254        | 400        | 4.200                     | 2       | 583       | 773       | 86         |
| 2021 | 2.822.930   | 3.489.460   | 80,9        | 643        | 256        | 387        | 4.390                     | 2       | 595       | 544       | 86         |
| 2023 | 2.694.960   | 3.327.180   | 81,0        | 563        | 222        | 341        | 4.786                     | 3       | 512       | 690       | 87         |